# Rio Juquiá
Rio Juquiá är ett vattendrag i Brasilien.   Det ligger i delstaten São Paulo, i den södra delen av landet, 1 000 km söder om huvudstaden Brasília.
I omgivningarna runt Rio Juquiá växer i huvudsak städsegrön lövskog. Runt Rio Juquiá är det ganska tätbefolkat, med 78 invånare per kvadratkilometer.